# Grunwalsky Ferenc
Grunwalsky Ferenc (Budapest, 1943. május 16. – 2025. június 30.) Kossuth- és Balázs Béla-díjas magyar filmrendező, operatőr, forgatókönyvíró, egyetemi oktató.

## Életpályája
Szülei Grünwalsky Károly (1912–1996) evangélikus lelkész és Laász Piroska (1912–1987). 1962–1964 között az ELTE BTK magyar–német szakos hallgatója volt. 1964–1968 között a Színház- és Filmművészeti Főiskola film- és televíziórendező szakán tanult. 
1968 óta a Mafilm rendező-operatőre, évekig Szomjas György, majd Jancsó Miklós munkatársa volt. 1970–1974 között a Balázs Béla Stúdió tagja volt. 2000 óta a Magyar Filmművészek Szövetségének elnökségi tagja. 2003–2009 között a Magyar Mozgókép Közalapítvány (MMKK) elnöke. 
2010-ben megkapta a Magyar Mozgókép Mestere címet, azonban a hozzá tartozó járadékot „eltérő alapszabály-értelmezés” miatt nem kapta meg. 2006 óta egyetemi oktató. 2010-től a Széchenyi Irodalmi és Művészeti Akadémia tagja.

## Munkássága

### Operatőrként
- Ki mit tud? (1965)
- Alattvalók és királyok (1972) (rendező is)
- Könnyű testi sértés (1983) (forgatókönyvíró is)
- Falfúró (1985) (forgatókönyvíró is)
- Egy teljes nap (1988) (forgatókönyvíró, rendező is)
- Mr. Universe (1988) (forgatókönyvíró is)
- Kicsi, de nagyon erős (1989) (forgatókönyvíró, rendező is)
- Könnyű vér (1990) (forgatókönyvíró is)
- Goldberg variációk (1992) (forgatókönyvíró és rendező is)
- Roncsfilm (1992) (forgatókönyvíró is)
- Utrius (1994) (forgatókönyvíró és rendező is)
- Csókkal és körömmel (1995)
- Váratlan halál (1996) (forgatókönyvíró és rendező is)
- Falfúró 2. (1996)
- A kakas és a hordó (1996)
- Hősök tere - régi bűnök és... I.-II. (1997)
- Jobbágyfelszabadítás (1998)
- Félválófél (1999)
- Gengszterfilm (1999)
- Nekem lámpást adott kezembe az Úr Pesten (1999) (forgatókönyvíró is)
- Visszatérés (1999) (forgatókönyvíró és rendező is)
- Utolsó vacsora az Arabs Szürkénél (2000) (forgatókönyvíró is)
- Néhány kérdés Dobai Péterhez (2000) (rendező is)
- Az agyafúrt költő (2000) (rendező is)
- Anyád! A szúnyogok (2000) (forgatókönyvíró is)
- Tálentum (2001) (rendező is)
- Egérút (2001)
- Kelj fel, komám, ne aludjál! (2002) (forgatókönyvíró is)
- Vagabond (2003)
- Táncalak (2003) (rendező és forgatókönyvíró is)
- A mohácsi vész (2004) (forgatókönyvíró is)
- A Nap utcai fiúk (2007)

| - 2,3 x 4 méter (1964) - Vándorrák (1965) - Interferencia (1966) - Vörös május (1968) - Siratók (1969) - Seregszemle (1969) - Portré Fábri Zoltánról (1969) - Gaál István (1970) - Anyaság (1974) - Vörös rekviem (1975) - A bevonulás (1975) - Múlt-idő (1984) - Mire lehullanak a levelek (1988) - Jelenidejű portré Dobai Péterről (1988) - Napozó a vulkán tetején (1990) - Napról napra (1991) - Vadevezősök (1995) - Játssz, Félix, játssz... (1998) - Időpillanatok (1998) - Sír a madár (1998) - Orbán Ottó portré (2000) - Éjféli maraton (2001) | - Csend és kiáltás (1967) - Fényes szelek (1969) - Isten hozta őrnagy úr (1969) - Sirokkó (1970) - Mérsékelt égöv (1970) - Égi bárány (1971) - Még kér a nép (1972) - Örökbefogadás (1975) - Utolsó előtti ítélet (1980) (rendező is) - Eszmélés (1984) (rendező is) - Egy nap a hétből (1997) (rendező is) - Szemétdomb (2001) - Szevasz, Vera! (1967) - Idő van (1986) - Tiszta lap (2002) - SzűkenSzépen (2007) |

## Könyvek
- Fábri Zoltán / Nádasy László: Portré-vázlat / Grunvalszky Ferenc: Beszélgetés Fábri Zoltánnal. Részletek / Ember Marian: Szemelvények kritikákból; Pécsi Szikra Nyomda, Pécs, 1973
- Vörös rekviem; Hernádi Gyula, Grunwalsky Ferenc filmje; szerk. Vásárhelyi Miklós, dokumentumanyag vál., jegyz., bev. Borsányi György; Magvető, Budapest, 1977 (Ötlettől a filmig)
- Danaidák; ArtPhoto, Budapest, 1995
- Test – tér. Grunwalsky Ferenc fotókiállítása. 1999. április 16–június 20. Táncalak – Ladányi Andrea; szöveg Orbán Ottó, Hemrik László; Kortárs Művészeti Múzeum–Ludwig Múzeum, Budapest, 1999
- Levelek L&M-nek; Telekép, Budapest, 2002

## Díjai, elismerései
- A filmkritikusok díja (1987-1989, 1991-1992, 1999, 2000, 2004)
- Arany Medve díj ()
- Balázs Béla-díj (1989)
- A filmszemle díja (1994, 2003)
- Érdemes művész (1997)
- Kossuth-díj (2004)
- Magyar Mozgókép Mestere (2010)[5]
- Magyar Filmkritikusok Díja – Életműdíj (2023)[6]
- Ferencváros díszpolgára (2023)